# Solar Gomes Leitão
O Solar Gomes Leitão, construído em Jacareí, é um exemplar da arquitetura residencial da aristocracia cafeeira do Vale do Paraíba.

## História
Jacareí, cujo povoamento iniciou-se em meados do século XVII, na região do Vale do Paraíba, era um importante ponto de parada para a penetração bandeirista. A cidade passou por um grande período de desenvolvimento no século XIX impulsionado pela economia cafeeira.
Um dos personagens mais importantes deste período na cidade era o alferes João da Costa Gomes Leitão, participante ativo da vida política local e um dos maiores traficantes de escravos da província. Em 1857, mandou construir o edifício conhecido por Solar Gomes Leitão.
O solar permaneceu com a família Gomes Leitão de 1857 a 1895, com o objetivo inicial de ser a "casa de festas" da família. João da Costa Gomes Leitão foi um personagem de muita influência devido a quantidade de propriedades que possuía além de suas atividades como banqueiro, ele montou uma casa bancária que oferecia empréstimos mediante hipoteca de terras, escravos e animais.
O Solar foi vendido após a morte de Josephina Eugenia Leitão Guimarães(em 1879) para a Fazenda do Estado de São Paulo, que o tornou a primeira escola estadual de Jacareí e também a primeira em aceitar meninos e meninas. Conhecido na época como “Grupão”, depois tornou-se a Escola Estadual Coronel Carlos Porto, que ali ficou sediado desde 1895 até 1980. Durante este período, várias reformas  foram realizadas na edificação, uma delas inclusive foi supervisionada pelo escritor e engenheiro Euclides da Cunha.
Atualmente, nele encontra-se instalado o Museu de Antropologia do Vale do Paraíba.

## Arquitetura
O Solar Gomes Leitão mistura as tradições coloniais e elementos do neoclássico, utilizando as técnicas da taipa de pilão e pau-a-pique. Com planta retangular e implantada em lote de esquina, o Solar possui, no interior, paredes e forros com pinturas decorativas e artísticas. Na edificação do Solar, foram utilizados o trabalho de escravizados, supervisionados e orientados por arquitetos ingleses e decoradores franceses.
Na porta principal, encontra-se a inscrição do ano e iniciais do proprietário (JCGL).

## Museu de Antropologia do Vale do Paraíba
A ideia de ter um museu de antropologia iniciou no ano de 1976, com seguidas reuniões entre 1977 até início da década de 1980, porém o momento político postergava a criação. Em 1992, o museu foi enfim inaugurado.
Em seu acervo encontram-se objetos que retratam a trajetória do povo do Vale do Paraíba e suas formas de expressão. Está organizado com as seguintes categorias: Arte Sacra; Arte Popular; Pinacoteca; Armaria e Numismática; Arqueologia e Etnografia. Possui um grande acervo de quadros com valores históricos, ao todo são quarenta e três, além de pratarias e as “Paulistinhas”, que são santos feitos de barro branco, recebe este nome pois este barro é encontrado apenas na região do Vale do Paraíba.

## Tombamento
Foi tombado pelo Condephaat em 1978 (processo nº 20546/78).